# Bombus pascuorum
Bombus pascuorum (Scopoli, 1763) è un insetto imenottero della famiglia Apidae. È presente nella maggior parte dell'Europa e del nord dell'Asia, in una grande varietà di habitat tra cui pascoli, prati, margini di strade e campi, ma anche giardini e parchi urbani. È un insetto sociale che vive in colonie annuali, fondate da una femmina feconda (la regina). È un impollinatore di diverse specie di piante.

## Descrizione
Bombus pascuorum ha dimensione medio-grandi tra gli apidi. Le regine misurano in lunghezza 15-18 mm, le operaie 9-15 mm e i maschi 12-14 mm. L'apertura alare è di 28-32 mm per le regine, 20-28 mm per le operaie e 24-27 mm per i maschi. Il capo è di media lunghezza; la ligula ha grande lunghezza, rispetto agli altri bombi, raggiungendo dimensioni di 13-15 mm nelle regine, 12-13 mm nelle operaie e 10-11 mm nei maschi.
Bombus pascuorum è caratterizzato da una folta peluria, la cui colorazione varia molto da una sottospecie all'altra. In questa variabilità possono essere distinti quattro exerge:
- l'exerge pascuorum ha il dorso del torace e i tergiti dell'addome di colore più o meno uniforme arancio-rosso chiaro con possibili sfumature giallastre. I peli della faccia e delle corbicule possono essere neri o fulvi.
- l'exerge floralis ha il dorso del torace di colore arancio-rosso chiaro, le pleure (aree laterali dei segmenti toracici) e il primo tergite dell'addome di colore giallo-grigio chiaro; i tergiti successivi sono neri, cigliati di peli grigio chiaro. Gli ultimi due tergiti hanno frammisti peli arancio-rosso in varia misura. I peli della faccia e delle corbicule sono di colore grigio-giallo chiaro.
- l'exerge smithianus ha il dorso del torace arancio-rosso chiaro, le pleure e il primo tergite dell'addome di colore nero e i tergiti successivi riprendono il colore arancio-rosso chiaro.
- l'exerge taleshensis ha il torace e i primi due tergiti dell'addome di colore giallo dorato, i tergiti successivi sono neri cigliati di peli arancio-rosso. I peli della testa e delle corbicule sono neri.

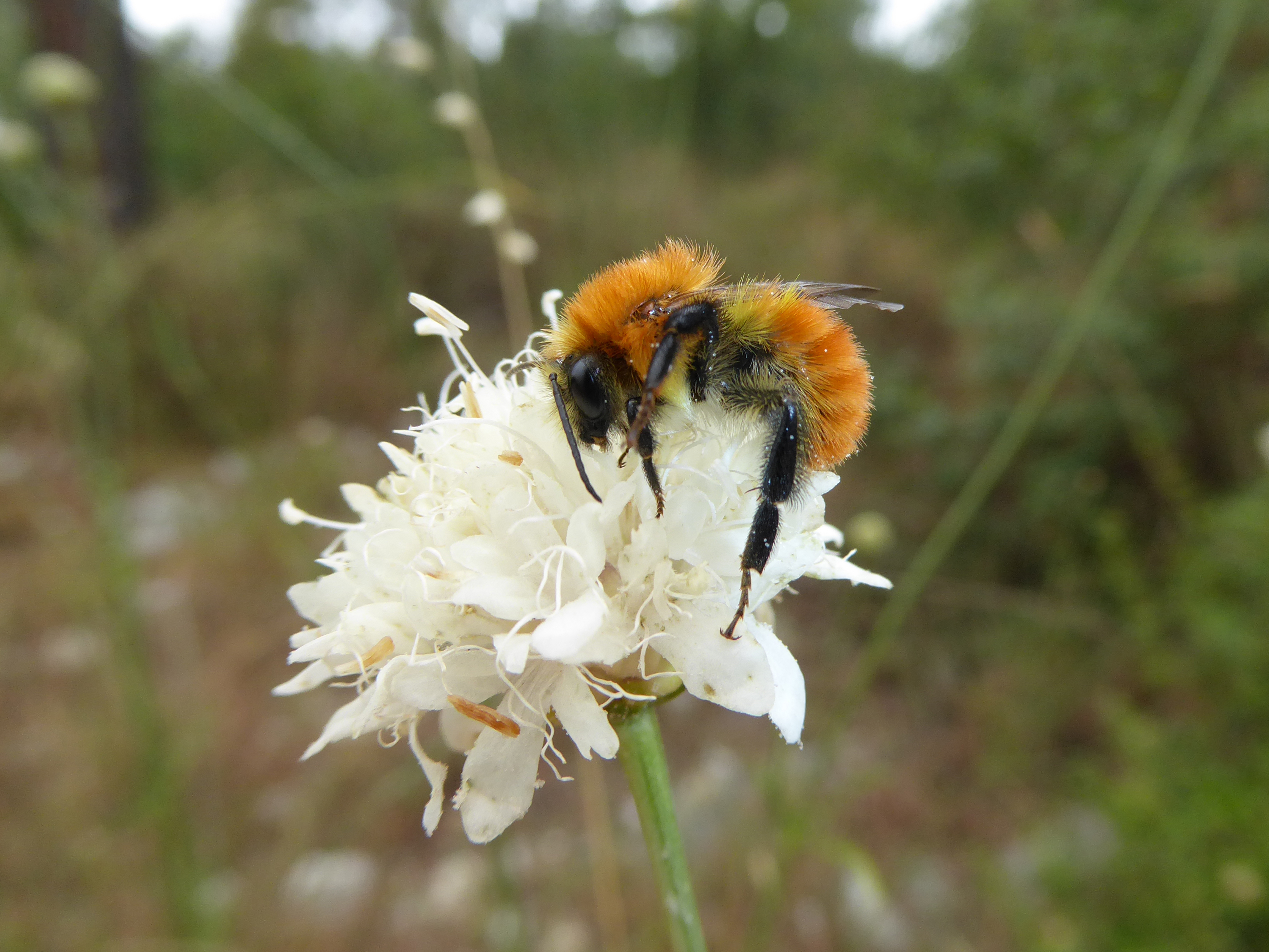
Exerge pascuorum
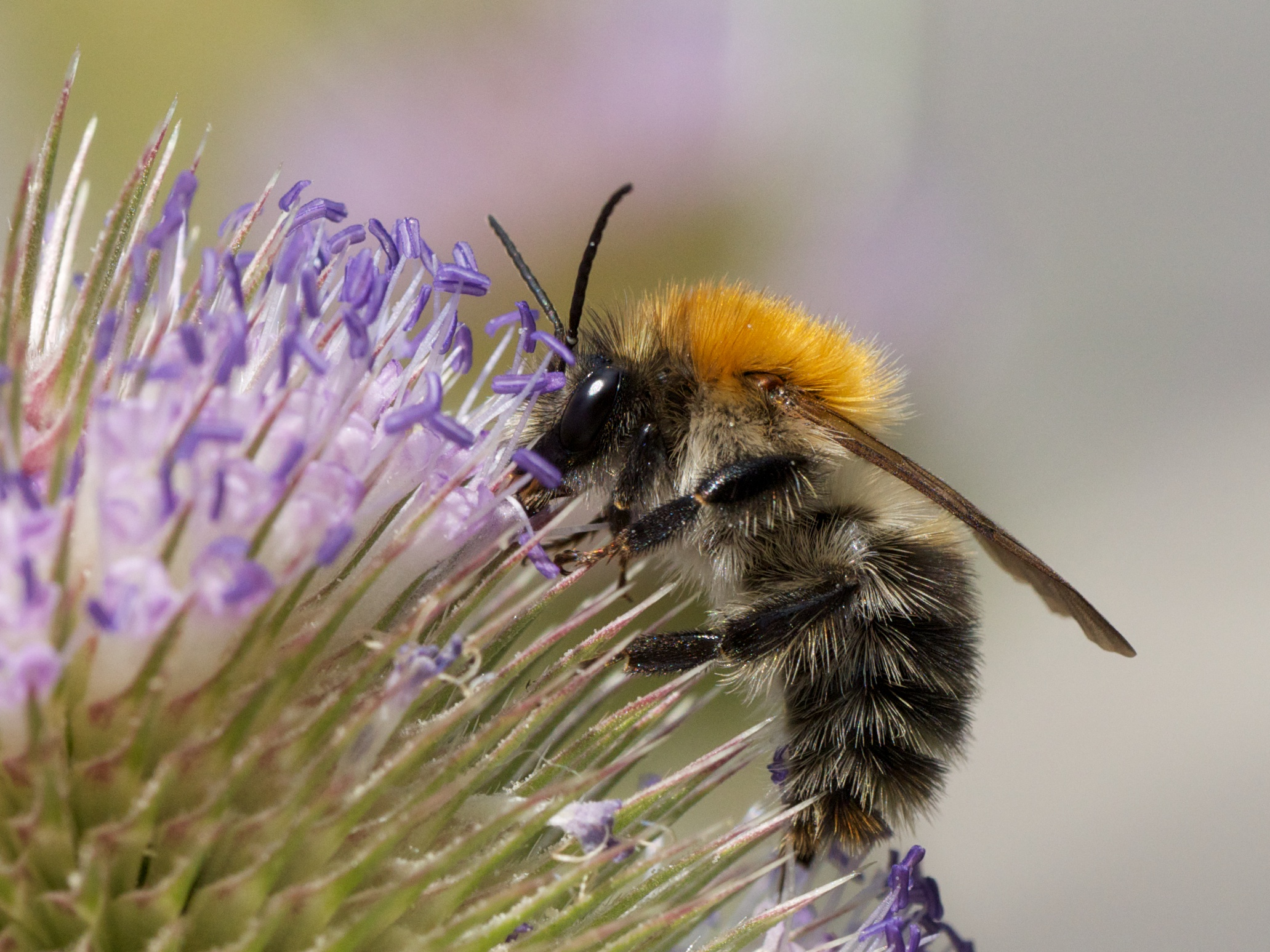
Exerge floralis
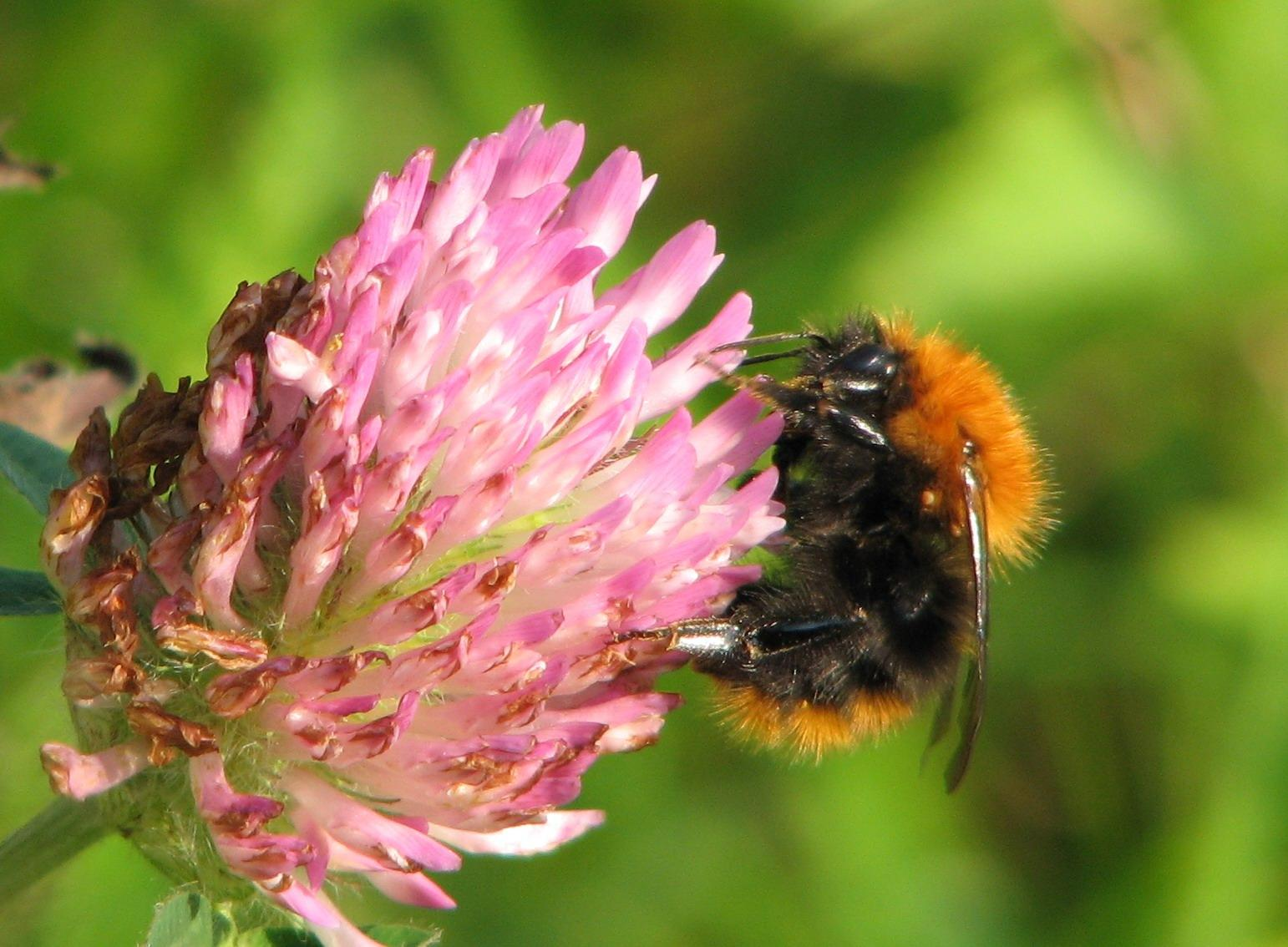
Exerge smithianus

## Biologia

### Ciclo di vita degli individui
Lo sviluppo dei singoli individui procede secondo le fasi comuni agli insetti che seguono il fenomeno dell'olometabolia, passa quindi per quattro stadi: uovo, larva, pupa, adulto (Immagine).

Come per tutti i bombi, il meccanismo di determinazione del sesso è aplodiploide, quindi le uova non fecondate (aploidi) producono maschi, quelle fecondate (diploidi) operaie e regine. Affinché una larva diploide possa svilupparsi in regina, invece che in operaia, è necessaria una maggiore quantità di cibo, ma ci sono anche altri fattori non conosciuti.
La fase di uovo dura 4 giorni. Le fasi di larva e pupa hanno, tra loro, la stessa durata che varia con la casta: più lunga per le regine, intermedia per i maschi e più breve per le operaie. Dalla deposizione dell'uovo allo sfarfallamento dell'adulto passano, quindi, dalle 3 alle 4 settimane. Anche la durata della vita da adulto varia con la casta: le operaie e i maschi vivono qualche settimana, mentre le regine, che si ibernano per fondare una nuova colonia in primavera, vivono un anno.

### Ciclo di vita della colonia
La regina esce dal rifugio in cui ha passato l'inverno tra inizio aprile e metà maggio e nei primi giorni si riscalda e si alimenta. Poi comincia ad esplorare il territorio circostante alla ricerca di un luogo adatto per nidificare. Una volta stabilito il luogo, costruisce il nido e al suo interno ricava una camera larvale in cui deposita un ammasso di polline e depone tra le 5 e le 15 uova; costruisce anche un vaso per la raccolta del nettare che le servirà come riserva di cibo. A questo punto la regina passa la maggior parte del tempo a riscaldare la covata ed esce saltuariamente a bottinare. Quando la prima covata raggiunge lo stadio pupale, la regina costruisce altre camere sulla sommità dei bozzoli. Dopo circa tre settimane dalla prima deposizione delle uova, le prime operaie sfarfallano. Queste prime operaie, a causa della iniziale scarsa alimentazione, sono relativamente piccole, raggiungendo una lunghezza di circa la metà della regina. Le operaie che nascono successivamente sono significativamente più grandi. Una volte nate, le operaie si occupano della raccolta del cibo e della cura della nidiata, mentre la regina si dedica solo alla deposizione di uova e non lascia più il nido.
Ad agosto la colonia raggiunge la massima popolazione, tra i 60 e i 150 individui, e il nido ha un diametro tra i 15 e i 20 cm. A questo punto vengono allevate nuove regine e maschi. 
Da questo momento in poi la popolazione diminuisce velocemente, fino a quando la regina muore e con essa tutto il nido, di solito tra settembre e ottobre. 
Nel frattempo i maschi e le giovani regine, una volta raggiunta la maturità sessuale, lasciano il nido e cercano compagni con cui accoppiarsi. Poco dopo l'accoppiamento i maschi muoiono, mentre le regine fecondate cercano un luogo riparato in cui trascorrere l'inverno per poi fondare una nuova colonia la primavera successiva. 

### Nido

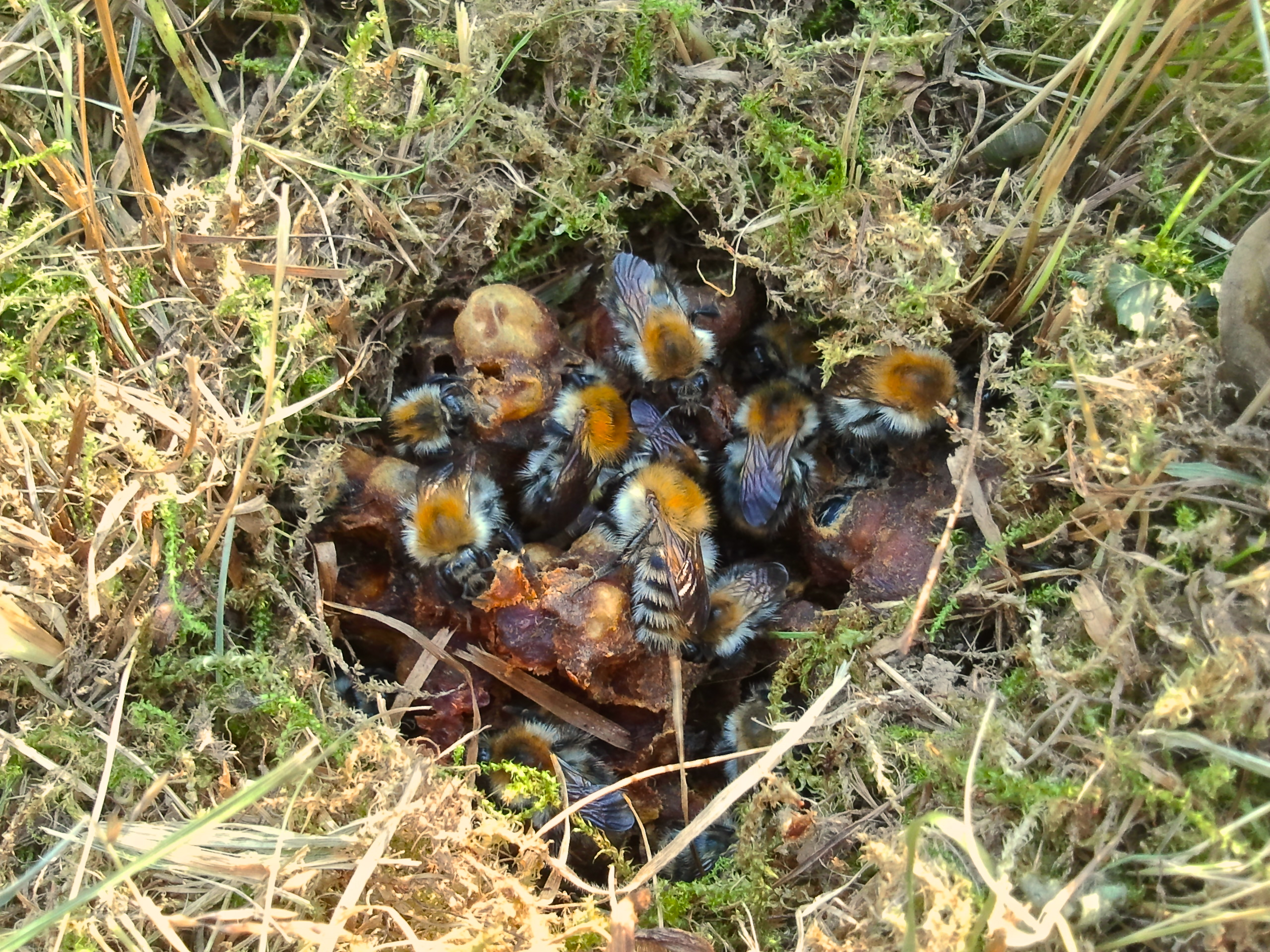
Nido di B. pascuorum. La copertura cerea superiore è stata rimossa per mostrare l'interno.

Il nido di solito è costruito sulla superficie del terreno, tra ciuffi d'erba o sotto muschi o cespugli; occasionalmente può essere costruito in nidi abbandonati di uccelli o cavità di alberi.
Per la costruzione del nido vengono raccolti muschio ed erba con cui viene formata una piccola sfera cava, le cui pareti sono incollate e sigillate con cera. La prima camera larvale è costruita ricavando una cavità nel materiale accumulato che, dopo che sono stati depositati il cumulo di polline e le uova, viene coperta con una volta di cera. Le successive camere larvali sono invece costruite sui bozzoli che le precedenti larve hanno formato passando allo stato di pupe.

B. pascuorum appartiene al gruppo dei bombi pocket makers, costruttori di tasche ceree alla base della camera larvale, dove viene immagazzinato il polline e da cui le larve si alimentano autonomamente.

### Alimentazione
È un insetto polilettico, ma predilige fiori di piccole dimensioni e, avendo ligula lunga, a corolla profonda come Fabacee, Scrophulariaceae, Lamiacee, Asteracee. Andando di fiore in fiore per alimentarsi, svolge la funzione di impollinatore.
Raccoglie nettare e polline dai fiori e li immagazzina nel nido in apposite celle ceree per l'utilizzo della colonia. Poiché la colonia ha durata stagionale, le riserve sono esigue.

### Riproduzione
I maschi di solito sfarfallano prima delle nuove regine. Dopo 4-7 giorni lasciano il nido e conducono vita solitaria. Dopo qualche tempo escono anche le giovani regine e avvengono gli accoppiamenti. I maschi, a differenza di quelli di Apis mellifera, possono accoppiarsi più volte. Al termine della stagione degli accoppiamenti i maschi muoiono, mentre le giovani regine fecondate mangiano molto nettare per accrescere i corpi grassi che fungono da riserva per l'inverno e trovano un luogo adatto per ibernarsi, interrandosi a profondità di 5-20 cm. In primavera emergono e fondano nuove colonie.

## Distribuzione e habitat
Ha distribuzione paleartica, trovandosi in gran parte d'Europa e dell'Asia settentrionale. Essendo una specie con grande capacità di adattamento, colonizza molti ambienti ecologici come prati, pascoli, terreni incolti, fossati e argini, bordi di strade, sentieri e campi, foreste e margini della foresta, giardini e parchi urbani. Lo si trova dalla pianura ai 1500 metri d'altitudine con la stessa densità e sui Monti Sibillini è stato ritrovato fino ad altitudini di 2200 metri.

## Tassonomia
Di Bombus pascuorum sono state individuate 24 sottospecie suddivise tra quattro exerge:
- exerge pascuorum
  - B. pascuorum pascuorum
  - B. pascuorum bofilli
  - B. pascuorum dusmeti
  - B. pascuorum freygessneri
  - B. pascuorum intermedius
  - B. pascuorum kruegerianus
  - B. pascuorum maculatus
  - B. pascuorum melleofacies
  - B. pascuorum rufocitrinus
  - B. pascuorum septentrionalis
  - B. pascuorum siciliensis
  - B. pascuorum verhoeffi

- exerge floralis
  - B. pscuorum floralis
  - B. pascuorum gotlandicus
  - B. pascuorum mniorum
  - B. pascuorum pallidofacies
  - B. pascuorum paphlagonicus
  - B. pascuorum rehbinderi
  - B. pascuorum vulgo
- exerge smithianus
  - B. pascuorum smithianus
  - B. pascuorum moorselensis
  - B. pascuorum olympicus
  - B. pascuorum sparreanus
- exerge taleshensis
  - B. pascuorum taleshensis